# Blue Suede Shoes
«Blue Suede Shoes» (с англ. — «Синие замшевые туфли») — известная песня, соответствующая музыкальным стандартам жанра рок-н-ролл, написанная и впервые исполненная американским певцом Карлом Перкинсом в 1955 году. Карл Перкинс написал композицию «Blue Suede Shoes», которая была построена на сочетании элементов кантри и ритм-энд-блюза. «Blue Suede Shoes» была четвёртой песней, записанной Карлом Перкинсом, его первым хитом и коронным номером. С отличным танцевальным ритмом, чистой и энергичной гитарой и насмешливо-серьёзным текстом, она стала образцом подросткового ощущения в роке, образцом вызывающей самонадеянности. Песня стала легендарной в истории рок-н-ролла и принесла Перкинсу, одному из первых рокабилли-исполнителей, его огромную популярность и славу.

## История
Первоначальный замысел песни появился у Джонни Кэша осенью 1955 года, в то время как Перкинс, Кэш и Элвис Пресли гастролировали по Техасу и Югу. Кэш рассказал Перкинсу о чёрном лётчике, с которым он встретился во время прохождения армейской службы в Германии. Он упомянул военную уставную обувь, в которую был одет лётчик — в «синие замшевые ботинки», показавшуюся Кэшу тогда необычной. Именно тогда Кэш предложил Карлу написать песню об этой обуви, на что Карл ответил: «Я ничего не знаю об обуви. Каким образом я могу написать песню о ней?»
Замысел будущего хита родился во время гастролей в штате Арканзас, где Перкинс услышал, как парень сказал своей девушке: «Эй, не наступай на мои синие замшевые туфли» (англ. Don’t step on my suedes). Эта броская фраза стала рефреном песни «Blue Suede Shoes», где ценность замшевых туфель приобрела уж совсем глобальные масштабы.
"Это самая лёгкая песня, что я написал. Встал в три утра, чтобы не забыть её. В голове была уже идея, когда я глядел на мальчишек у края сцены, гордившихся своими городскими туфлями. Ведь надо быть по-настоящему бедным, чтобы думать про новые замшевые туфли, как у меня. Тем утром я спустился из спальни и написал слова на картофельном пакете — у нас не было причины держать дома писчую бумагу. Играть я не посмел, ведь двое моих малых спали, а как только заставишь этих шельмецов спать, тут уж их не буди! Когда я рассказал Сэму о песне, он первым делом спросил: «Это что-то типа „О, ейные золотые тапки“?»" 
 (Карл Перкинс)
Запись песни состоялась в декабре 1955 года, и уже в первый день нового года сингл поступил в продажу. После ротации на радио популярность «Blue Suede Shoes» резко поползла вверх. Продавцы пластинок из Чикаго даже сделали заказ на 25 тыс. экземпляров (столь крупного заказа фирма Филиппса, продюсер музыканта, до сих пор не знала). 

Позже музыкант вспоминал: "19 декабря я написал «Blue Suede Shoes», а вышла она 1 января 1956 года. Как ни странно, вторая сторона сингла — «Honey Don’t» (с англ.  Не надо, милая) — выбилась на радио в Мемфисе. А потом как-то пришла соседка, жившая на нашей улице, и сказала, что мне звонят по межгороду. Это был Сэм: «Карл, знаешь, что случилось? У тебя хит на „Синей замше“! Чикаго заказал двадцать пять тысяч пластинок, я подумал, они оговорились, что им нужно две с половиной. У меня никогда не было такого большого заказа».
Стоит отметить, что в создании песни принял участие и сам Сэм Филлипс, предложивший Перкинсу заменить одну из строк песни «go boy go» на «go cat go».

## Версия Карла Перкинса
1 января 1956 года студия «Sun Records» выпустила свой новый хит — «Blue Suede Shoes» в исполнении Карла Перкинса. Песня была доступна для прослушивания только в формате 7". В те годы, на родине музыканта в Джексоне и Мемфисе радиостанции проигрывали «Б»-сторону сингла «Blue Suede Shoes» — «Honey Don’t». В Кливленде, штат Огайо, диск-жокей Билл Рэндл представил песню «Blue Suede Shoes» на своём ночном шоу, и уже совсем вскоре, когда закончился январь, кливлендский дистрибьютор сделал заказ Филлипсу на 25 тыс. дополнительных копий записи, использовав небывалый успех песни, которым она пользовалась на радиоэфире.
11 февраля сингл достиг позиции #2 в музыкальных хит-парадах Мемфиса, а на следующей неделе уже достигал позиции #1 оставаясь на первых строчках на протяжении следующих 3 месяцев. С этой песней Перкинс четыре раза выступил на шоу Big D Jamboree радиостанции «KRLD» (AM), где исполнял её каждый субботний вечер. Съёмки передачи Jamboree, проходившие в Dallas Sportatorium, собрали огромное количество слушателей. И вскоре, музыкальные магазины Далласа немедля сделали заказ на рекордное количество пластинок с записью, и однажды количество продаж достигло 20 000 копий в день.
К 17 марта Перкинс стал первым исполнителем в истории кантри, которому удалось достигнуть позиции #3 в музыкальных хит-парадах поп-музыки и ритм-энд-блюза (R&B) одновременно. В последний раз Перкинс и его группа исполнили песню «Blue Suede Shoes» на телевидении в программе Ozark Jubilee (той же ночью, Пресли выступал на Stage Show, исполняя эту же самую песню). 24 марта, у Перкинса и его группы было запланировано выступление на шоу Перри Комо, транслируемом телекомпанией NBC, но выступить музыкантам на популярном шоу так и не удалось.
22 марта автомобиль Перкинса попал в автомобильную катастрофу на пути в Нью-Йорк. Карл и его брат Джей были срочно госпитализированы в больницу, а водитель автомобиля скоропостижно скончался. После выписки Перкинса из больницы, музыкант узнал, что его «Blue Suede Shoes» продолжал оправдывать имя хита, когда к тому времени сингл поднялся уже на первые строчки хит-парадов популярной музыки R&B и кантри. Песня также занимала позицию #3 в музыкальном хит-параде Billboard Hot 100. Первую позицию в этом хит-параде занимал сингл Элвиса Пресли — «Heartbreak Hotel». Однако, песня Перкинса «Blue Suede Shoes» добилась ещё больше успеха, чем «Heartbreak Hotel» в чартах R&B.
К середине апреля было продано свыше миллиона копий пластинки «Blue Suede Shoes». «Blue Suede Shoes» была первой песней кантри, преуспевшей в музыкальных хит-парадах ритм-энд-блюза и поп-музыки.
Сэм Филлипс сохранил права на песню, хотя она была представлена New York house of Hill как часть соглашения в то время, когда Филлипс продал контракт Пресли. Перкинс не приобрёл бы права на песню «Blue Suede Shoes» наряду со всеми его записями, выпущенными на студии «Sun Records» до 1977 года..
В 1985 году Карл Перкинс перезаписал «Blue Suede Shoes» вместе с двумя членами молодой американской рокабилли-группы Stray Cats.

## Версия Элвиса Пресли
Запись кавер-версий песен была стандартной практикой в 1940-х и 1950-х. «RCA Records» планировали, чтобы запись песни «Blue Suede Shoes» сделал их новый исполнитель Элвис Пресли. Версия Пресли, под названием «One For Money», оказалась настолько удачной, что, по мнению некоторых исследователей, затмила оригинал. Элвис записал свою версию ещё 30 января 1956 года, но зная Перкинса и Филлипса с дней его работы на «Sun Records», придержал выход сингла, давая возможность раскрутиться пластинке Перкинса. 
 В записи Пресли, задействованы музыканты: Скотти Мур (гитара), Билл Блэк (бас-гитара) и Доминик Фонтана (барабаны).
В 1956 году Пресли три раза исполнил песню на национальном телевидении. Его первое выступление состоялось 11 февраля на телевизионной программе телекомпании Си-Би-Эс — Stage Show. Музыкант вновь исполнил её на Stage Show 17 марта, а затем на шоу Milton Berle Show 3 апреля.
1 июля Стив Аллен представил Элвиса на своём шоу — Steve Allen Show, где Пресли появился перед публикой в деловом костюме со словами: «Я думаю, на мне надето что-то, что не совсем соответствует вечернему костюму». Аллен спросил: «Что это, Элвис?» «Синие замшевые туфли», — ответил музыкант. Сняв один туфель с левой ноги, он показал его аудитории. Музыкант во второй раз упомянет о своих «синих замшевых туфлях» во время проходящего шоу.
По словам гитариста Пресли, Скотти Мура, Элвис сделал запись песни, чтобы поддержать Перкинса после автокатастрофы 22 марта, в которую попал музыкант. «Элвис действительно не думал тогда делать деньги на Карле; он делал это как трибьют-запись. Конечно, Карл был рад такой поддержке. В действительности, это помогло его записи опуститься на нижние строки хит-парадов».
«Blue Suede Shoes» стала первой песней на дебютном альбоме музыканта — Elvis Presley, выпущенном в марте. «RCA Records» выпустил две других записи с названием «Blue Suede Shoes» в том же месяце: одна в формате EP с 4 песнями, другая EP-версия включила 8 песен.
Официальный выпуск сингл состоялся 8 сентября. Сингл достиг позиции #20, в то время как версия Перкинса находилась на первых строчках хит-парада.
В 1960 году, Пресли повторно сделал запись Blue Suede Shoes для альбома-саундтрека к фильму Солдатский блюз. По сюжету фильма, во время исполнения группы Элвиса баллады «The Three Blazes» во Франкфуртском ночном клубе («Doin' The Best I Can», написанная Доком Помусом и Мортом Шуманом), скучающий солдат Тульс Маклин (Пресли) играет на juke-боксе песню «Blue Suede Shoes», отмечая, что он хочет «услышать оригинал». Когда другой солдат пытается отключить juke-бокс, между друзьями происходит драка. Этот случай перезаписи песни является одним из немногих в карьере Пресли, когда музыкант согласился повторно сделать запись ранее выпущенной песни.

## Наследие

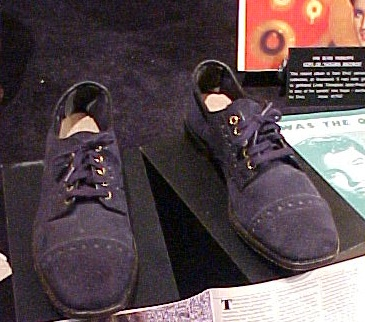
Синие замшевые туфли, похожие на те, что стали вдохновением к написанию песни

«Blue Suede Shoes» была отмечена как одна из 500 песен, формирующих рок-н-ролл, выбранных Залом славы рок-н-ролла.
В 1986 году версия Перкинса вошла в Зал славы Грэмми, а Библиотека Конгресса США внесла запись музыканта в Национальный реестр звукозаписи, позже включив её в Национальный комитет сохранения аудиозаписей в 2006 году[прояснить]. По традиции комитета, каждый год её участники выбирают песни, имеющие «культурно-историческое или эстетическое значение».
В 2004 году версия Перкинса была помещена на 95 место в списке 500 величайших песен всех времён по версии журнала Rolling Stone, опубликованном журналом «Rolling Stone». Это единственная песня Перкинса, попавшая в этот список. Версия Пресли была также включена в список журнала под 423 номером.
В 1999 году «National Public Radio» включил песню «Blue Suede Shoes» в «NPR 100», в котором музыкальные редакторы радио составили список наиболее значительных американских музыкальных работ XX столетия.

## Версии других исполнителей
Песню Перкинса продолжили популяризировать многие другие исполнители. Джон Леннон открыл «Синей замшей» свой альбом каверов на любимые песни.
- Бадди Холли (запись для альбома-компиляции Buddy Holly Story)
- Элвис Пресли (1956)
- Клифф Ричард (1958)
- The Beatles (записан во время сессии над записью сингла «Get Back»/«Let It Be»)в попурри с Rip It Up и Shake, Rattle And Roll (1969)
- Cat Mother & the All Night Newsboys в рок-н-ролльной попурри Good Old Rock & Roll (1969)
- Эдди Кокран
- Джими Хендрикс
- Джонни Риверс (США #38, 1973)
- Джон Леннон («живое» исполнение на концерте в Торонто), (1969)
- Bill Haley & His Comets (Хейли записал «Blue Suede Shoes» несколько раз: в 1960 для «Warner Bros. Records» и в 1972 для «Sonet Records»)
- Альберт Кинг (альбом «Blues For Elvis: King Does The King’s Things»)
- Лемми и The Upsetters в сотрудничестве с Миком Грином
- Black Sabbath
- Billy «Crash» Craddock для альбома «Live!»[источник не указан 2957 дней]
- Брайан Сетцер
- Джерри Ли Льюис
- The Toy Dolls
- Helloween
- Stray Cats
- Лос Супер Рейс[источник не указан 2957 дней]
- Hurriganes
- Winger[источник не указан 2957 дней]
- Мистер Твистер

## Влияние на поп-культуру
- Марк Кохн делает ссылку на «Blue Suede Shoes» в своей песне — «Walking in Memphis».
- В рассказе американского драматурга Ленгстона Хьюза — «Спасибо, госпожа» (англ. Thank You, Ma’am), автор упоминает о «синих замшевых туфлях».
- Чак Берри упоминает «Blue Suede Shoes» в своей песне 1956 года — «Roll Over Beethoven» в куплете: «Ранним утром/Я делаю тебе предупреждение/Не наступай на мои синие замшевые туфли». Было записано множество кавер-версий песни «Roll Over Beethoven» другими артистами, включая такие известные группы, как The Beatles и Electric Light Orchestra.
- Бадди Холли сделал запись песни «Rock Around with Ollie Vee», в которой есть такие строки: «Олли Ви сказала, что будет со мной этим вечером/Я собираюсь надеть свои синие замшевые туфли».
- Ларри Уилльямс упоминает «Blue Suede Shoes» в своей песне — «Short Fat Fannie».
- Рок-группа King Crimson использует слова из песни («old fruitjar») в своей песне — «Easy Money».
- Песня The David Essex — «Rock On» упоминает о подпрыгивании в её «синих замшевых туфлях».
- Blue Suede Shoes стал названием документального фильма 1980 года о британской сцене рокабилли.
- Брайан Сетцер из группы Stray Cats также обращается в песне — Built for Speed.
- Джин Саммерс и Shawn Summers обращаются к «Blue Suede Shoes» в своей песне — «Gonna Drive 'em Up A Wall». В тексте этой песни содержатся слова: «Собираюсь привести в порядок мои волосы, надеть мои синие замшевые туфли» («Reminisce Cafe» CD, 2008).
- Песня группы Motörhead — «Just 'Cos 'You’ve Got the Power» ссылается на Blue Suede Shoes.
- На песню ссылается группа «Beastie Boys» в своей песне «Johnny Ryall» из альбома Paul's Boutique. Герой песни — бездомный человек, «утверждающий, что именно он написал песню „Blue Suede Shoes“».
- Первая песня с альбома Чака Э. Вейсса — Extremly Cool носит название «Дьявол в синих замшевых туфлях» (англ. The Devil with Blue Suede Shoes).
- В песне «Rocker» австралийской группы AC/DC есть строка: «… Got blue suede shoes…». Песня показывает стиль образцового рок-н-ролльщика.
- В компьютерной ролевой игре «The Elder Scrolls IV: Oblivion» синие замшевые туфли являются одним из предметов одежды, которую можно найти в игре.
- В компьютерной игре Nintendo DS — Phoenix Wright: Ace Attorney один из персонажей игры по ошибке называет детектива Гамшуза «детективом Сьюдшузом».
- В игре «World of Warcraft» среди вещей используются «синие замшевые туфли», которые на языке участников игры «можно дизэнчантить»[21].
- В игре «Grand Theft Auto: San Andreas» чит-код BLUESUEDESHOES имеет функцию, выполняющую изменение внешности всех пешеходов, делая их похожими на живого Элвиса.
- В книге Тэрри Пратчетта "Роковая музыка" один из музыкантов Рок-группы спрашивает "Что за чушь ты пел?" Другой отвечает: "Кончай топтаться на моих новых синих башмаках?"

Поклонник рок-н-ролла профессор Хельсинкского университета Симо Парпола перевёл текст этой песни на шумерский язык. В переводе песня Перкинса стал называться несколько иначе — «Сандалии лазорево-небесной кожи».